# タイロン駅
タイロン駅（英語：Tyrone Station）は、ペンシルベニア州タイロン ペンシルベニア・アヴェニューおよびウェスト10番街にある駅 。

## 利用可能な鉄道路線／列車
アムトラックキーストン回廊のタイロン駅に停車する列車は下記の通り。
ピッツバーグとニューヨーク間の昼行長距離列車ペンシルベニアン号…1日1往復停車